# 弗赖翁 (上普法尔茨行政区)
弗赖翁是德国巴伐利亚州的一个市镇。总面积46.36平方公里，总人口2548人，其中男性1311人，女性1237人（2011年12月31日），人口密度55人/平方公里。